# Bukit Kemang
Bukit Kemang is een bestuurslaag in het regentschap Bungo van de provincie Jambi, Indonesië. Bukit Kemang telt 1191 inwoners (volkstelling 2010).